# ارکیده ریشوی ارواح
ارکیده ریشوی ارواح (نام علمی: Calochilus holtzei) نام یک گونه از سرده ارکیده‌های ریشو است.